# 이부열
이부열(李富烈), 1958년 10월 16일 ~ )는 대한민국의 전 축구 선수이자 전 축구감독이다.